# نملاوات أحادية الخصر
النملاوات الأحادية الخصر (الاسم العلمي:Formicinae) هي أسرة من الحشرات تتبع فصيلة النمليات من رتبة غشائيات الأجنحة.

## التصنيف
- نملاوية أحادية الخصر
  - نملة الحقل